# Carex paponii
Carex paponii là một loài thực vật có hoa trong họ Cói. Loài này được Muret ex T.Durand & Pittier mô tả khoa học đầu tiên năm 1886.